# Елфгард Шитенхелм
Елфгард Сибиле Шитенхелм рођ. Вајсман (Штутгарт 13. септембар 1947) била је западнонемачка репрезентативкa у атлетици, која се специјализовала за спринтерске трке. Била је освајач медаља на европским првенствима на отвореном и у дворани.

## Спортска биографија
Елфгард Шитенхелм је своју спортску каријеру започела као клизачица, али се онда окренула атлетици. Била је чланица SpVgg из Холцгерлингена. Када је 1969. постала другопласирана такмичарка клуба у трци на 100 метарара, прешла је у ОСЦ Берлин, где је доживила своје највеће спортске успехе. Од 1971. до 1973. била је првакиња Западне Немачке.
На Европском првенству 1971. у Хелсинкију победила је и освојила златну медаљу са штафетом 4 х 100 метара резултатом 43,28 секунда. Трчала је прву измену, помагале су јој Инге Хелтен, Аннегрет Рицхтер и Ингрид Мицклер-Бецкер. У финалу трке на 100 метара победила је Ренате Штехер, а Шитенхелмова је освојио бронзану медаљу са 11,51 секунд иза земљакиње Ингрид Мицклер-Бецкер, а испред друге земљакиње Инге Хелтен која је била четврта. 
На Олимшпијским играма 1972. у Минхену, Шитенхелмова је требало да се такмичи за штафету 4 х 100 метара са Ингрид Мицклер-Бецкер, Хеиде Росендахл и Аннегрет Рихтер. Пошто се повредила у полуфиналу трке на 100 метара, своје место у штафети морала је да уступи Кристијани Краузе. Та штафета освојила је златну медаљу новим светским рекордом је освојио златну медаљу у времену светског рекорда (42,81 секунда) испред штафета Источне немачке и Кубе. Са штафетом 4 х 100 м Шитенхелм је освојила сребрену медаљу на Европском првенству 1974. у Риму.
По завршетку спортске каријере водила је апотеку.